# Pierre Degon
 (avril 2024).
Si vous disposez d'ouvrages ou d'articles de référence ou si vous connaissez des sites web de qualité traitant du thème abordé ici, merci de compléter l'article en donnant les références utiles à sa vérifiabilité et en les liant à la section « Notes et références ».
Pierre Degon né le 7 octobre 1906 à Douai et mort le 2 juillet 1996 à Cannes, est un juriste de formation et résistant français.

## La guerre 1939-1940
Il est officier interprète et du chiffre à l'E.M. de la 43e D.I. Strasbourg. Opérations dans l'armée française en Lorraine puis en Belgique. Il est pris dans la Poche de Dunkerque, la marine anglaise évacue son bataillon en Angleterre. Quelques jours plus tard, il est débarqué à nouveau sur la côte bretonne. Il est fait prisonnier en Normandie d'où il s'évade. Il rejoint l'Armée qui l'envoie comme chef du contrôle téléphonique du département du Cantal jusqu'à la capitulation de la France. Libéré de ses obligations militaires, Pierre Degon rejoint la France Sud (département de l'Aude). 

## La résistance
Lors de l'invasion de la France Sud par l'armée allemande en 1942, c'est sous la direction de Eugène Claudius-Petit et Antoine Avinin qu'il entre dans la résistance. Il rejoint le groupe de résistance Franc-Tireur créé par Jean-Pierre Lévy, Antoine Avinin, Elie Péju, Auguste Pinton, Noël Clavier et Jean-Jacques Soudeille. Il est nommé chef régional des M.U.R. pour la région de Montpellier (région R3) en mars 1943 et prend le nom de Pierre Maurice Genevet. Il est arrêté par la Milice le 1er juillet 1943, il est conduit à la prison de Montpellier. René Poitevin, qui l'a remplacé comme chef régional du mouvement Franc-Tireur le fait évader en septembre 1943. Ne pouvant plus rester dans la région, il rejoint à Toulouse François Verdier chef régional de la région R4. Le 13 décembre 1943 François Verdier est arrêté par la Gestapo, son corps est retrouvé mutilé près de Toulouse dans la forêt de Bouconne. Les M.U.R. seront alors dirigés par un Directoire politique de trois membres avec Pierre Degon, socialisant qui en mémoire de François Verdier prend comme pseudonyme "Bouconne", Pierre Souquières "Marin" représentant le mouvement "Libération" et Camille Souvris "Florian" représentant "Combat", tous deux sont communisants et viennent du Lot. Pierre Degon sera le président du Directoire. Il organise la résistance dans 10 départements du Sud-Ouest.
Avant la libération de Toulouse il rejoint au matin du 8 juin le maquis de Saint Lys, à la ferme de Gagen. À la suite de l'appel du 6 juin des forces françaises combattantes qui donnait l'ordre de procéder au sabotage des voies de communication et de rejoindre les maquis, des résistants de toute la région commencent à rejoindre ce maquis pour préparer la libération de Toulouse. Le groupe atteint rapidement 150 combattants. Le maquis est attaqué par surprise par une colonne allemande le 12 juin 1944. Lors de l'attaque Pierre Degon est blessé au bras et passe la nuit dans un fossé en attendant le départ des soldats allemands.

## L'après Libération
Une fois Toulouse libérée, il commence par rendre un vibrant hommage aux résistants tombés le 12 juin à Saint-Lys. À cette occasion il fait un discours devant une foule nombreuse sur le parvis de la cathédrale Saint-Étienne où sont disposés les dépouilles de ces résistants morts au champ d'honneur. Ce fut le premier hommage rendu à des résistants à Toulouse.
Il crée le quotidien "La République du Sud Ouest" organe du Mouvement de Libération Nationale dont le premier numéro est publié alors que des combats se déroulent sous leurs fenêtres. Il se rend dans l'Allemagne libérée pour rejoindre le Maréchal de Lattre de Tassigny qui réquisitionne une imprimerie qui est acheminée à Toulouse pour permettre l'impression du journal "La République du Sud Ouest".
Il devient directeur général de ce journal jusqu'en 1948. Il rentre au Comité Directeur du journal Franc-Tireur et au Comité Directeur du Mouvement de Libération Nationale.
Le 28 octobre 1944, le journal "La République du Sud Ouest" annonce que Pierre Degon est devenu délégué du Mouvement de Libération Nationale à l'Assemblée consultative. Il a été désigné par le MLN et sera le seul représentant de la Région R5. À l'Assemblée, il intervient notamment pour la suppression des Offices. Il collabore pour les questions syndicales et sociales avec Yvon Morandat.

## Distinctions
- Chevalier de la Légion d'honneur
- Croix de guerre 1939-1945 avec palmes
- Médaille de la Résistance
- Médaille des évadés